# راشيل روبرتس
راشيل روبرتس (بالإنجليزية: Rachel Roberts)‏ (و. 1978 – م) هي عارضة، وممثلة، من كندا، ولدت في فانكوفر.

## وصلات خارجية
- راشيل روبرتس على موقع IMDb (الإنجليزية)
- راشيل روبرتس على موقع ألو سيني (الفرنسية)
- راشيل روبرتس على موقع أول موفي (الإنجليزية)
- راشيل روبرتس على موقع قاعدة بيانات الأفلام السويدية (السويدية)
- راشيل روبرتس على موقع قاعدة بيانات الفيلم (الإنجليزية)
- راشيل روبرتس على موقع كينوبويسك (الروسية)
- راشيل روبرتس على موقع دليل عارضات الأزياء (الإنجليزية)